# Rocanville
Rocanville es un pueblo canadiense situado en la provincia de Saskatchewan.

## Superficie
Rocanville tiene una superficie de 2,36 km².

## Demografía
En 2021, tenía 889 habitantes, una densidad poblacional de 376,2 hab./km², y 471 viviendas.